# محمود غزلان
الأستاذ الدكتور محمود سيد عبد الله غزلان عضو مكتب الإرشاد بجماعة الإخوان المسلمين ومتحدث باسم الجماعة وأستاذ بكلية الزراعة جامعة الزقازيق.

## السيرة الذاتية
- متزوج من فاطمة الشاطر شقيقة خيرت الشاطر النائب الثاني للمرشد العام لجماعة الإخوان المسلمين.
- لدية من الأبناء هاجر و محمد و ياسر وأنس و عبد الرحمن ويحيي .

## العمل العام
- عضو مكتب الإرشاد بجماعة الإخوان المسلمين .
- الأمين العام السابق لجماعة الإخوان المسلمين خلفاً لـإبراهيم شرف وظل في موقعه حتي اعتقاله في نهاية 2001 وإحالته للمحاكمة العسكرية .

## الاعتقال
- قبض عليه في القضية الشهيرة التي عرفت بقضية الأساتذة وأحيل إلي محاكمة عسكرية .
- حكم عليه في 7 فبراير 2002 بالسجن لمدة خمسة أعوام وأفرج عنه في أغسطس 2005 بعد قضاء ثلاثة أرباع المدة .
- تم القاء القبض عليه في 12 مارس 2007 وظل في السجن لثمانية أشهر حتي أكتوبر 2007 .
- تم إلقاء القبض عليه في 02 يونيو 2015 بمحافظة الجيزة.[1]

## وصلات خارجية
- لحظات اعتقال الدكتور محمود غزلان على يوتيوب